# Luis Gilberto Limón Chavéz
Luis Gilberto Limón, (Ciudad de México, 6 de marzo de 1975) es un político y economista mexicano. Desempeñó el cargos en la administración del gobernador Alfredo del Mazo Maza como de Secretario de Comunicaciones del Estado de México de septiembre de 2017 a septiembre de 2020 cuando la secretaría se fusionó con la Secretaría de Movilidad y pasó a ser titular de esta última hasta septiembre de 2023.

## Reseña biográfica
Luis Gilberto Limón Chávez, tiene una experiencia profesional de más de 20 años, tanto en el ámbito nacional como internacional, especialmente en materias económicas, financieras y de infraestructura, con un destacable interés social.
En México, su más reciente designación es la de Secretario de Comunicaciones del Estado de México, donde es el responsable de la planeación, organización, coordinación y control de los proyectos y acciones en materia de infraestructura vial primaria, transporte masivo y de alta capacidad, así como de las comunicaciones de jurisdicción estatal.
Previo a su designación en el Estado de México, fungió como director general Adjunto de Finanzas, Administración y Operaciones de la Financiera Nacional del Desarrollo Agropecuario, Rural, Forestal y Pesquero (FND) y en el Banco Nacional de Obras y Servicios Públicos, S.N.C. donde se desempeñó como titular de la Dirección General Adjunta Fiduciaria. Instituciones Financieras de prestigio nacional, en las cuales estuvo a cargo de proyectos de financieros y de desarrollo de infraestructura contribuyendo sustantivamente en la administración de los activos del Fondo Nacional de Infraestructura (FONADIN).
En el sector central, participó en la Secretaría de Hacienda y Crédito Público, como director general adjunto de Proyectos de la Unidad de Crédito Público. 
Asimismo ha sido secretario técnico del Comité de Hacienda en la instancia legislativa del Distrito Federal, y director general de Administración y Finanzas en el Gobierno del Distrito Federal, extendiéndose su experiencia también en otras instituciones, como son el Instituto para la Protección del Ahorro Bancario y dentro de la Coordinación de Asesores de la Secretaría de Comunicaciones y Transportes.
Internacionalmente se ha desempeñado como representante para Desarrollo de Negocios de la SNV- Netherlands Development Organization ante la República del Perú.

## Perfil académico
En la instancia académica es egresado de la Maestría en Administración Pública de la Universidad de Columbia y de la Licenciatura en Economía del ITAM; con estudios en Derecho en la UNAM; así como diplomados de Calidad y Mejoramiento en los Servicios Públicos en el ITAM y de Análisis Político Estratégico en el CIDE.